# Catchgate
Catchgate – wieś w Anglii, w hrabstwie Durham. Leży 15 km na północny zachód od miasta Durham i 388 km na północ od Londynu. Miejscowość liczy 3000 mieszkańców.